# Mała Cwila
Mała Cwila (ukr. Мала Цвіля) – wieś na Ukrainie, w obwodzie żytomierskim, w rejonie nowogrodzkim, u ujścia Hati do Słuczy. W 2001 roku liczyła 280 mieszkańców.